# Диатоксантин
Диатоксантин — ксантофилл диатомовых водорослей.